# 海涌路站
海涌路站是广州地铁3号线的一个车站，位於中国广东省广州市番禺区亚运大道海涌路口的地底，于2024年11月1日随3号线东延段开通而启用。

## 车站结构

### 车站楼层
本站共有两层。地面为出入口、亚运大道、海涌路以及其它建筑；地下一层为站厅，地下二层为3号线站台。
| 地下一层 | 站厅                       | 售票機、客服中心、商店、警务室、安检设施      |  |  |
| 地下二层 | 2 站台                     | █3号线 机场北或天河客运站方向（下站：石碁南） |  |  |
|          | 岛式站台（卫生间、母婴室） |                                               |  |  |
|          | 1 站台                     | █3号线 海傍方向（下站：海傍）                 |  |  |

### 站厅
海涌路站站厅設有自动售票機及智能客務中心。

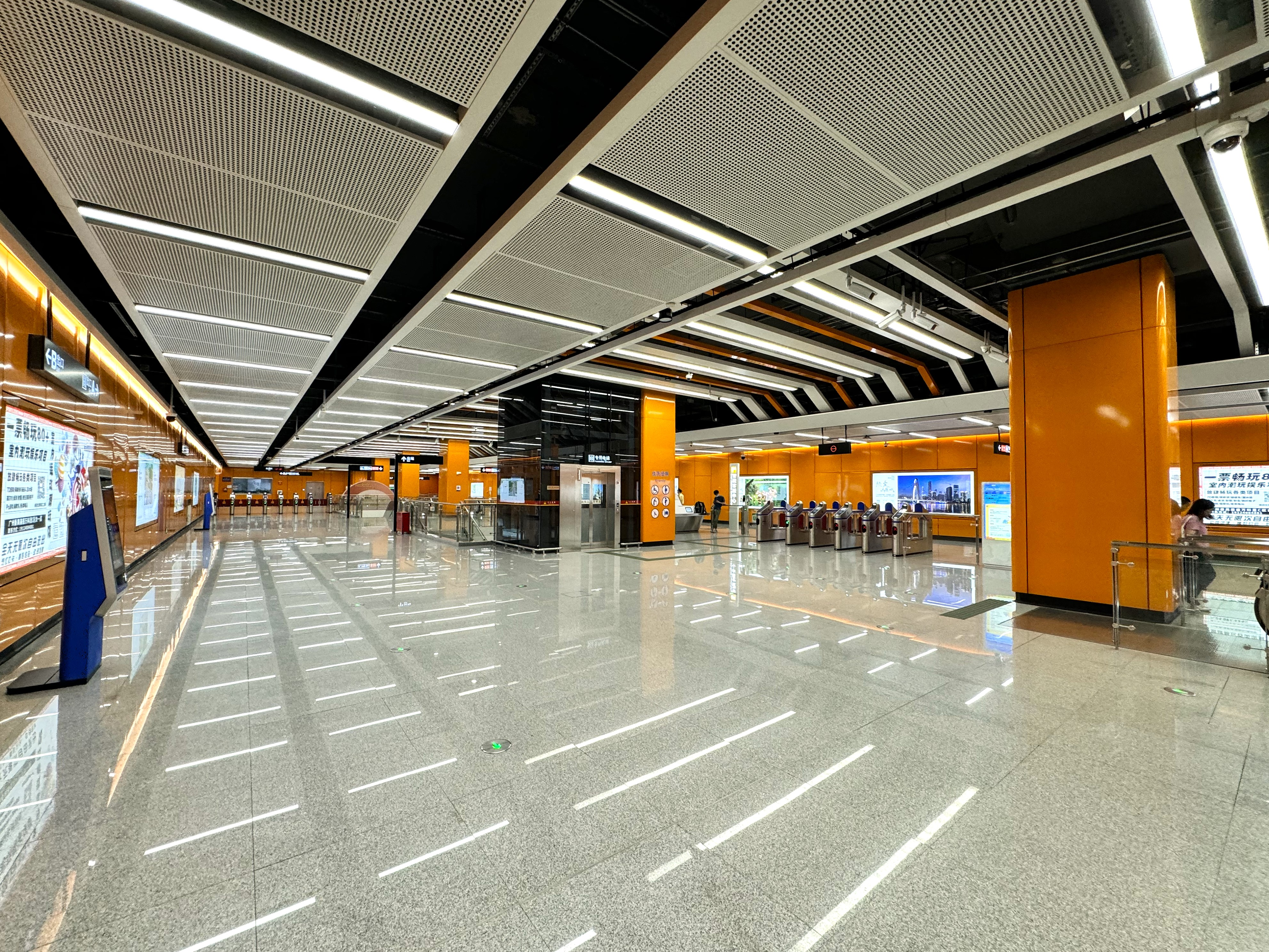
站厅

为方便行人进出，海涌路站站厅南侧被划分为收费区，收费区内设有专用电梯、多条扶手电梯及楼梯方便乘客前往月台。

### 站台
本站设有一个岛式站台，位于亚运大道地底。
本站的卫生间及母婴室设于站台往机场北方向的一端。

### 出入口
海涌路站将设有2个出入口供乘客进出，均位于亚运大道南侧。
|                                           |                                                       |      |          |                                        |
| 編號                                      | 设施                                                  | 照片 | 出口指示 | 建議前往的目的地                       |
| A                                         | 盲道标志 · 升降机标志 · 无障碍通道标志 · 扶手电梯标志 |      | 亚运大道 | 海涌路、地铁海涌路站（海傍村）公交车站 |
| B                                         | 扶手电梯标志                                          |      | 亚运大道 | 海涌路、地铁海涌路分站公交车站（东行） |
| 註： 設有 \| 設有 \| 設有 \| 設有扶手電梯 |                                                       |      |          |                                        |

## 接驳交通
海涌路站设有地铁海涌路站（海傍村）公交站供乘客接驳。
| 巴士 \| 编号 \| 编号 \| 线路 \| 线路 \| 线路 \| 收费 \| 备注 \| \| ---- \| ----- \| ---------------------- \| ---- \| ------------ \| ----- \| -------------- \| \| \| 番80 \| 茶东 \| ⇆ \| 地铁低涌站 \| 2元 \| \| \| \| 番81 \| 前锋 \| ⇆ \| 金山村委 \| 2元 \| 90分/班 \| \| \| 番126 \| 番禺创新科技园 \| ↺ \| 地铁海涌路站 \| 2–3元 \| 20–120分/班 \| \| \| 番148 \| 番禺市桥汽车站 \| ⇆ \| 沙南村 \| 2–4元 \| \| \| \| 番160 \| 儿童公园 \| ⇆ \| 莲花山港 \| 2–3元 \| 25–40分/班 \| \| \| 番162 \| 乐羊羊路（亚运城天骄） \| ⇆ \| 地铁海傍站 \| 2元 \| 15–30分/班 \| \| \| 番夜1 \| 地铁低涌站 \| ⇆ \| 金龙财富广场 \| 3元 \| 番80路附属线路 \| |       |                        |      |              |       |                |
| 编号 | 编号  | 线路                   | 线路 | 线路         | 收费  | 备注           |
| | 番80  | 茶东                   | ⇆    | 地铁低涌站   | 2元   |                |
| | 番81  | 前锋                   | ⇆    | 金山村委     | 2元   | 90分/班        |
| | 番126 | 番禺创新科技园         | ↺    | 地铁海涌路站 | 2–3元 | 20–120分/班    |
| | 番148 | 番禺市桥汽车站         | ⇆    | 沙南村       | 2–4元 |                |
| | 番160 | 儿童公园               | ⇆    | 莲花山港     | 2–3元 | 25–40分/班     |
| | 番162 | 乐羊羊路（亚运城天骄） | ⇆    | 地铁海傍站   | 2元   | 15–30分/班     |
| | 番夜1 | 地铁低涌站             | ⇆    | 金龙财富广场 | 3元   | 番80路附属线路 |

## 历史
本站最早出现在广州市城市轨道交通规划的2003年的方案中，当时3号线拟从番禺广场向東到達規劃廣州新城前往南沙，中途在亚运大道海涌路口附近设置车站。车站最初规划名称为前锋村站，立项后命名为金光大道站，并作为3号线东延段工程的一部分，在2017年3月下旬獲國家發改委批覆立項，2018年1月上旬获批工可报告。
本站于2020年4月29日开工，9月27日完成围护结构施工，2021年6月实现主体结构封顶。2023年6月，广州地铁集团拟命名本站为海涌路站，并于同年10月正式获批。2024年5月31日，车站完成“三权”移交。2024年11月1日，3号线东延段开通运营，本站启用。